# Dimenziótétel
A dimenziótétel vagy nullitás–rang tétel a lineáris algebrában alapvetően a véges dimenziós terek között ható leképezések magterének és képterének komplementer jellegére mutat rá. Ha φ lineáris leképezés egy n dimenziós térből valamely másikba hat, Ker φ = { v | φv = 0 } a φ magtere és Im φ a leképezés értékkészlete, mint altér, akkor
dim Ker φ + dim Im φ = n
Ugyanazon terek között ható két leképezés közül, amelyik magtérdimenziója nagyobb, annak a képtérdimenziója kisebb.
A tétel a dimenziók szerepeltetése nélkül tovább általánosítható nem feltétlenül véges dimenziós V1 térre is, a következő formában:
Ker φ ⊕ Im φ ≅ V1
A tétel kapcsolatban van az első izomorfizmustétellel és az Abel-csoportok közötti morfizmusok dekompozíciós tételével.

## Dimenziótétel
Ha V1 véges dimenziós, V2 pedig tetszőleges lineáris tér, továbbá φ:V1 {\displaystyle \to } V2 lineáris leképezés, akkor
{\displaystyle \mathrm {dim\,Ker} \,\varphi +\mathrm {dim\,Im} \,\varphi =\mathrm {dim} \,V_{1}}

### Bizonyítás
Legyen dim V1 = n, dim Ker φ = k ≤ n és legyen Ker φ egy bázisa:
{\displaystyle \{\mathbf {b} _{1},\ldots ,\mathbf {b} _{k}\}}
Mivel ez lineárisan független vektorrendszer V1-ben, ezért vannak
{\displaystyle \mathbf {c} _{1},\ldots ,\mathbf {c} _{m}\quad \quad (m=n-k)\,}
vektorok, melyekkel
{\displaystyle \{\mathbf {b} _{1},\ldots ,\mathbf {b} _{k},\mathbf {c} _{1},\ldots ,\mathbf {c} _{m}\}}
V1 bázisa.
Belátjuk, hogy a cj-k képvektoraiból álló
{\displaystyle F=\{\varphi (\mathbf {c} _{1}),\ldots ,\varphi (\mathbf {c} _{m})\}}
vektorrendszer Im φ bázisát alkotja. Ezután már készen vagyunk, mert f elemszáma így m lesz és kapjuk: dim Im φ = m = n - k = dim V1 - dim Ker φ.
(1) F generálja Im φ-t. Legyen ugyanis φ(v) tetszőleges Im φ-beli vektor alkalmas v ∈ V1-vel. Ekkor v-hez egyértelműen léteznek a λi, μj skalárok, hogy:
{\displaystyle \mathbf {v} =\lambda _{1}\mathbf {b} _{1}+\ldots +\lambda _{n}\mathbf {b} _{k}+\mu _{1}\mathbf {c} _{1}+\ldots +\mu _{m}\mathbf {c} _{m}}
ezért
{\displaystyle \varphi (\mathbf {v} )=\varphi (\lambda _{1}\mathbf {b} _{1}+\ldots +\lambda _{k}\mathbf {b} _{k}+\mu _{1}\mathbf {c} _{1}+\ldots +\mu _{m}\mathbf {c} _{m})=}
{\displaystyle =\lambda _{1}\varphi (\mathbf {b} _{1})+\ldots +\lambda _{k}\varphi (\mathbf {b} _{k})+\mu _{1}\varphi (\mathbf {c} _{1})+\ldots +\mu _{m}\varphi (\mathbf {c} _{m})=}
{\displaystyle =\mathbf {0} +\mu _{1}\varphi (\mathbf {c} _{1})+\ldots +\mu _{m}\varphi (\mathbf {c} _{m})}
azaz φ(v) már az F-beli vektorok lineáris kombinációjaként is előáll. Az előbb felhasználtuk, hogy a bi vektorok képe mind 0.
(2) F lineárisan független. Tegyük fel, hogy F elemei előállítják a 0 vektort alkalmas skalárokkal. Ekkor
{\displaystyle \mathbf {0} =\mu _{1}\varphi (\mathbf {c} _{1})+\ldots +\mu _{k}\varphi (\mathbf {c} _{m})=\varphi (\mu _{1}\mathbf {c} _{1}+\ldots +\mu _{m}\mathbf {c} _{m})}
azaz
{\displaystyle \mu _{1}\mathbf {c} _{1}+\ldots +\mu _{m}\mathbf {c} _{m}\in \mathrm {Ker} \,\varphi }
Eszerint az előbbi vektor a Ker φ báziselemeinek egyértelmű lineáris kombinációjaként is előáll:
{\displaystyle \lambda _{1}\mathbf {b} _{1}+\ldots +\lambda _{k}\mathbf {b} _{k}=\mu _{1}\mathbf {c} _{1}+\ldots +\mu _{m}\mathbf {c} _{m}}
amiből
{\displaystyle \mathbf {0} =\lambda _{1}\mathbf {b} _{1}+\ldots +\lambda _{k}\mathbf {b} _{k}-\mu _{1}\mathbf {c} _{1}-\ldots -\mu _{m}\mathbf {c} _{m}}
de a vektorok függetlenségéből következik, hogy ekkor
{\displaystyle 0=\lambda _{1}=\ldots =\lambda _{k}=-\mu _{1}=\ldots =-\mu _{m}}
speciálisan
{\displaystyle \mu _{1}=\ldots =\mu _{m}=0}.

### Megjegyzés
A bizonyításból az is következik, hogy
1. Ker φ és a cj-k generálta altér direkt összegként állítják elő V1-et:
{\displaystyle \mathrm {Ker} \,\varphi \;\oplus \;\langle \mathbf {c} _{1},\ldots ,\mathbf {c} _{m}\rangle =V_{1}}
2. φ a cj-k generálta altérre leszűkítve az Im φ-be képező lineáris izomorfizmus.

Emiatt pedig V1 a mag- és a képtér direkt összegével izomorf:
{\displaystyle \mathrm {Ker} \,\varphi \;\oplus \;\mathrm {Im} \,\varphi \cong V_{1}}

## Direktösszeg-felbontás
Az univerzális algebra terminusaiban érvényes, hogy
{\displaystyle \{0\}\quad {\overset {\mathrm {id} }{\longrightarrow }}\quad \mathrm {Ker} \,\varphi \quad {\overset {f=\mathrm {id} }{\longrightarrow }}\quad V_{1}\quad {\overset {g=\varphi }{\longrightarrow }}\quad \mathrm {Im} \,\varphi \quad {\overset {0}{\longrightarrow }}\quad \{0\}}
egy rövid egzakt sorozat, azaz Im f = Ker g, hisz mindkettő a Ker φ.
Emiatt az Abel-csoportokra vonatkozó kategóriaelméleti dekompozíciós lemma gondolatmenetével is előállíthatjuk a direkt összeget.
Legyen Im φ egy bázisa
{\displaystyle \{\varphi (\mathbf {c} )\}_{\mathbf {c} \in C}}
alkalmas c ∈ C ⊆ V1 vektorokkal. Ekkor C lineárisan független vektorrendszer, mert ha összefüggő volna, akkor a képe is összefüggő volna, ami viszont Im φ bázisa, tehát nem lehet összefüggő. Ez azt jelenti, hogy a
{\displaystyle (\varphi (\mathbf {c} ))_{\mathbf {c} \in C}}
függvény lineáris izomorfizmus definiál a C által kifeszített altéren. Ebben az esetben is
{\displaystyle V_{1}=\mathrm {Ker} \,\varphi \;\oplus \;\langle C\rangle }
és
{\displaystyle V_{1}\cong \mathrm {Ker} \,\varphi \;\oplus \;\mathrm {Im} \,\varphi }

## Példa
1. Egy A mátrix esetén a v {\displaystyle \mapsto } Av lineáris leképezés. Ennek a leképezésnek a magját az A mátrix magjának nevezzük.
Az
{\displaystyle A={\begin{bmatrix}2&1&-1\end{bmatrix}}}
magja nem más, mint egy R3 egy origón áthaladó síkja:
{\displaystyle \mathrm {Ker} \,A=\{(x,y,z)\mid 2x+y-z=0\}\,}
A dimenziótétel segíthet abban, hogy megállapítsuk, hogy a sík valóban kétdimenziós. Világos, hogy Im A = rang A = 1, mert egyetlen sorból álló mátrixról van szó, így dim Ker A = 3 - 1 =2.
2. A dimenziótétel végtelen dimenziós terekre is igaz. Ekkor persze ugyanazok a paradoxonok lépnek fel, mint a számosságaritmetikában.
A T testbeli értékű sorozatok Tω terében az
{\displaystyle (a_{0},a_{1},...,a_{n},...){\overset {\lambda }{\mapsto }}(a_{0},a_{2},...,a_{2n},...)}
leképezés lineáris,
{\displaystyle \mathrm {Ker} \,\lambda =\{(0,a_{1},0,a_{3},...)\mid a_{1},a_{3},...\in T\},\quad \quad \mathrm {dim} \,\mathrm {Ker} \,\lambda =\aleph _{0}}
{\displaystyle \mathrm {Im} \,\lambda =T^{\omega },\quad \quad \mathrm {dim} \,\mathrm {Im} \,\lambda =\aleph _{0}}
így a dimenziótétel formulája átmegy az
{\displaystyle \aleph _{0}+\aleph _{0}=\aleph _{0}\,}
egyenlőségbe.
Bár Im λ az egész tér mégis λ (a végesdimenziósokkal ellentétben) nem injektív, mivel Ker λ ≠ {0}.